# Hymenophyllum microcarpum
Hymenophyllum microcarpum är en hinnbräkenväxtart som beskrevs av Nicaise Augustin Desvaux. Hymenophyllum microcarpum ingår i släktet Hymenophyllum och familjen Hymenophyllaceae. Inga underarter finns listade.